# Herbert Buhtz
Ernst Otto Herbert Buhtz (* 12. April 1911 in Koblenz-Ehrenbreitstein; † 7. Juni 2006 in Berlin) war ein deutscher Rudersportler und Olympiazweiter im Doppelzweier von 1932.

## Leben
Herbert Buhtz erlernte das Rudern bei der Ruder-Vereinigung Alt-Werder Magdeburg. Als gerade 18-Jähriger wurde er gemeinsam mit Gerhard von Düsterlho in Berlin 1929 Deutscher Meister im Doppelzweier. Dieser Titel war der erste Deutsche-Meister-Titel für einen Magdeburger Ruderverein. 1930 konnten beide diesen Erfolg wiederholen.

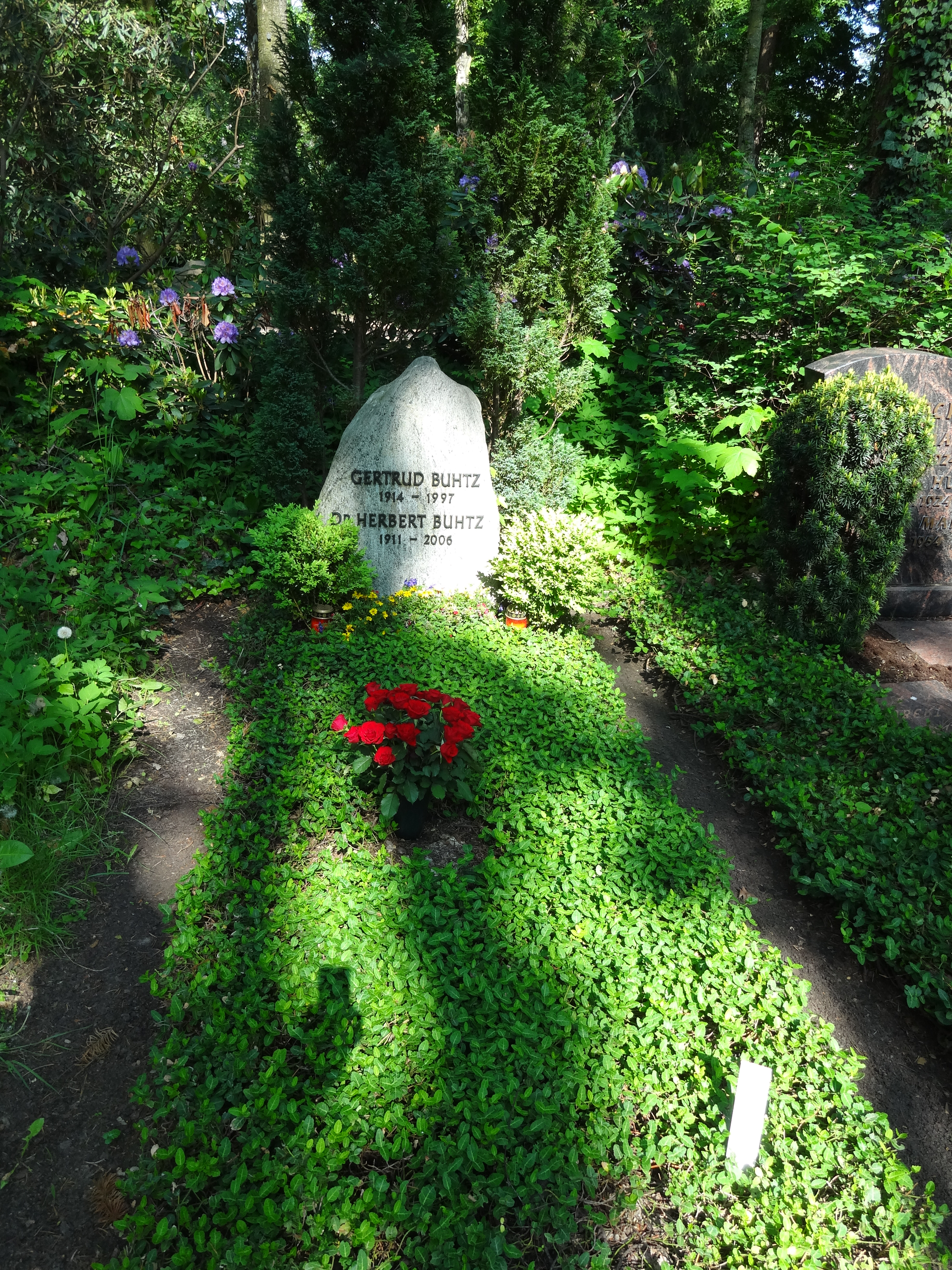
Grab von Herbert Buhtz auf dem Friedhof Heerstraße in Berlin-Westend

Buhtz wechselte zum Berliner Ruder-Club (BRC) und erkämpfte dort 1931 die deutsche Meisterschaft im Einer sowie erneut einen Sieg im Doppelzweier. Bei den Olympischen Sommerspielen 1932 in Los Angeles erruderte Herbert Buhtz vom Berliner Ruder-Club (BRC) zusammen mit seinem Clubkameraden Gerhard Boetzelen die Silbermedaille im Doppelzweier. Ursprünglich hatte Trainer Tom Sullivan Buhtz nicht für den Olympiakader nominiert. 1933 gewann er den deutschen Meistertitel im Vierer mit Steuermann. 1935 wurde er erneut Deutscher Meister im Einer.
Er wurde zudem Europameister und -vizemeister und ruderte insgesamt zu acht nationalen Meister-Titeln. 1932 hatte er mit seinem ersten von zwei Siegen im Einer die Henley Royal Regatta um die „Diamond Sculls“ gewonnen und war damit international bekannt geworden.
Buhtz trat zu den Olympischen Sommerspielen 1936 in Berlin nicht mehr an, gewann 1937 noch eine Bronzemedaille bei deutschen Meisterschaften im Vierer mit Steuermann sowie den Deutschen Meistertitel im selben Jahr und 1938 mit dem Achter des Berliner SC. Danach beendete er seine sportliche Karriere.
Nach dem Ende des Zweiten Weltkrieges war der promovierte Zahnarzt Gründungsvorsitzender bei der Wiederbegründung des Berliner Ruder-Clubs und des Berliner Regattavereins von 1881 (heute LRV Berlin). Zudem war er seit 1958 auch als Trainer beim BRC erfolgreich, dessen Ehrenmitglied er war.
Herbert Buhtz starb, zwei Monate nach seinem 95. Geburtstag, im Juni 2006 in Berlin. Sein Grab befindet sich auf dem landeseigenen Friedhof Heerstraße in Berlin-Westend (Grablage: IV-1-48). Er ruht dort neben seiner Gattin Gertrud Buhtz (1914–1997).